# لينوبريستين / فلوبريستين
لينوبريستين / فلوبريستين هو دواء تجريبي رشحته شركة نوفيكسيل للتطوير، وهو مضاد حيوي من فئة الستريبتوغرامين يتم تناوله عن طريق الفم.
أظهر مُركّب اللينوبريستين / فلوبريستين نشاطاً قويّاً في المختبر ضد بعض أنواع البكتيريا موجبة الغرام، ومن بينها بكتيريا المكورات العنقودية الذهبية المقاومة للميثيسيلين، بالإضافة إلى بعض مسببات الأمراض التنفسية الهامة مثل سلالات البكتيريا المقاومة للبنسلين والماكرولايد والكينولون.
مُركّب اللينوبريستين / فلوبريستين هو مزيج من مُركّب اللينوبريستين ومُركّب الفلوبريستين.

## التجارب السريرية
أظهرت التجارب السريرية على مُركّب اللينوبريستين / فلوبريستين نتائجاً إيجابية في مرحلتها الثانية بمقارنتها مع نتائج مركّب الأموكسيسيلين.
كانت تجربة أخرى من تجارب المرحلة الثانية لمُركّب اللينوبريستين / فلوبريستين قد بدأت في عام 2010، وقورنت نتائجها بنتائج استخدام مُركّب اللينيزوليد في علاج التهابات الجلد البكتيرية الحادة، والتهابات بنية الجلد، ولكن توقّف تطويرها ولم تستكمل منذ عام 2015.